# 愉柯
愉柯（学名：Lithocarpus amoenus）是壳斗科柯属的植物，是中国的特有植物。分布在中国大陆的广东、贵州、湖南、福建等地，生长于海拔300米至1,000米的地区，一般生于山地杂木林中，目前尚未由人工引种栽培。

## 别名
悦柯（广西植物）